# De äldstes stadgar
De äldstes stadgar är nya testamentets beteckning på de detaljerade regler vilka utgjorde en tillämpning av den mosaiska lagens föreskrifter och var utarbetade av de skriftlärde. De fick en första fixering i Mishna, men tolkningsdebatten fortsatte och har upptecknats i Talmud. Judarna betraktade tolkningarna som gudomliga bud. Detta synsätt kritiserades av Jesus: ”De är människobud, som skymmer Guds bud”.